# خانه آیت‌الله حائری یزدی
منزل آیت الله حائری یزدی مربوط به دوره قاجار است و در قم، مرکز بافت قدیم شهر، نزدیک تکیه آقا سید حسن واقع شده و این اثر در تاریخ ۱۸ اردیبهشت ۱۳۸۰ با شمارهٔ ثبت ۳۷۸۷ به‌عنوان یکی از آثار ملی ایران به ثبت رسیده است.